# Guivi Javakhichvili
Guivi Javakhichvili (en géorgien : გივი ჯავახიშვილი), né le 18 décembre 1912 à Tbilissi et mort le 10 novembre 1985 à Tbilissi, est un homme politique géorgien ; il est président du Conseil des Ministres de la République socialiste soviétique de Géorgie de 1953 à 1975.

## Biographie
Guivi Javakhichvili est le fils du médecin géorgien Dimitri Javakhichvili et d'Anna Magalachvili. En 1934 il est diplômé de l'Institut industriel transcaucasien (renommé Université technique géorgienne) avec la spécialisation d'ingénieur-géologue. De 1934 à 1952, il travaille dans les structures du gouvernement local et du parti communiste.

### Carrière politique
En 1952, il est élu vice-maire de Tbilissi, capitale de la Géorgie, et, entre 1952 et 1953, maire de la ville.
En 1953, il est nommé vice-premier ministre de la RSS de Géorgie, et entre 1953 et 1975 premier ministre de la Géorgie. Il est membre des parlements de l'URSS et de la RSS de Géorgie, élu plusieurs fois, et membre du Bureau du comité central.
De 1953 à 1975, il est également président de la Commission de la protection de la langue géorgienne. En 1958, il préside la délégation géorgienne à l'exposition universelle de 1958 à Bruxelles et en 1967 à Montréal. En 1961, Javakhichvili préside la délégation de la RSS de Géorgie à Moscou au Congrès du PCUS où il a donné son célèbre discours demandant le retrait de la dépouille de Staline du mausolée de Lénine.
Il est délégué aux Congrès du PCUS XX à XXIV, étant élu membre du Comité central du XX Congrès, et du XXIIe au XXIVe. Membre du Soviet suprême de l'URSS de la IVe à la VIIIe convocations, il a reçu deux Ordres de Lénine, l'Ordre de la révolution d'octobre, l'Ordre de l'Honneur et l'Ordre du drapeau rouge du travail,.

## Contributions
À l’initiative de Guivi Javakhichvili, plusieurs bâtiments emblématiques sont construits à Tbilissi, comme la Salle des concerts de la Philharmonie et le Palais des Sports. En 1966 il a inauguré le métro de Tbilissi, quatrième système de métro à entrer en circulation en URSS, après ceux de Moscou, Leningrad, et Kiev.
Pendant les 22 ans (la période plus longue de l'histoire géorgienne) qu'il occupait le poste de Premier Ministre de la Géorgie, Guivi Javakhichvili fut membre de différentes délégations officielles de l'URSS et de la Géorgie aux pays européens, aux États-Unis, au Canada, en Turquie. À Tbilissi il a reçu Georges Pompidou, Président de la France, Jawaharlal Nehru, Premier Ministre de l'Inde, Marguerite II, Reine du Danemark, Mohammad Reza Pahlavi, Shah d'Iran, Fidel Castro, leader de Cuba et autres personnalités historiques du XXe siècle.